# Francisc al V-lea, Duce de Modena
Francisc al V-lea de Modena (italiană Francesco V d'Absburgo-Este), (n. 1 iunie 1819, Modena, Italia – d. 20 noiembrie 1875, Landstraße, Viena, Austro-Ungaria) Arhiduce de Austria-Este, Prinț Regal de Ungaria și Boemia, a fost Duce de Modena, Reggio și Mirandola, Duce de Massa și Prinț de Carrara din 1846 până în 1875. A fost fiul cel mare al lui Francisc al IV-lea, Duce de Modena și a Prințesei Maria Beatrice de Savoia.

## Arbore genealogic
1. ↑  The Peerage